# ミッデルハルニスの並木道
『ミッデルハルニスの並木道』（ミッデルハルニスのなみきみち、蘭: Het laantje van Middelharnis, 英: The Avenue at Middelharnis）は、オランダの画家メインデルト・ホッベマが1689年に描いた絵画。

## 概要
オランダの南ホラント州にあるグーレー＝オーフェルフラッケエという島にあるミッデルハルニスという土地の風景を描いている。17世紀当時、そこは小さな村であった。
画面の中央を田舎道がまっすぐに地平線に向かって延びている。道は、ぬかるんでおり、轍の跡が何条も残っている。道の左右に、背の高いひょろひょろしたポプラの木々が立ち並んでいる様子が、シンメトリーの構図で描かれている。

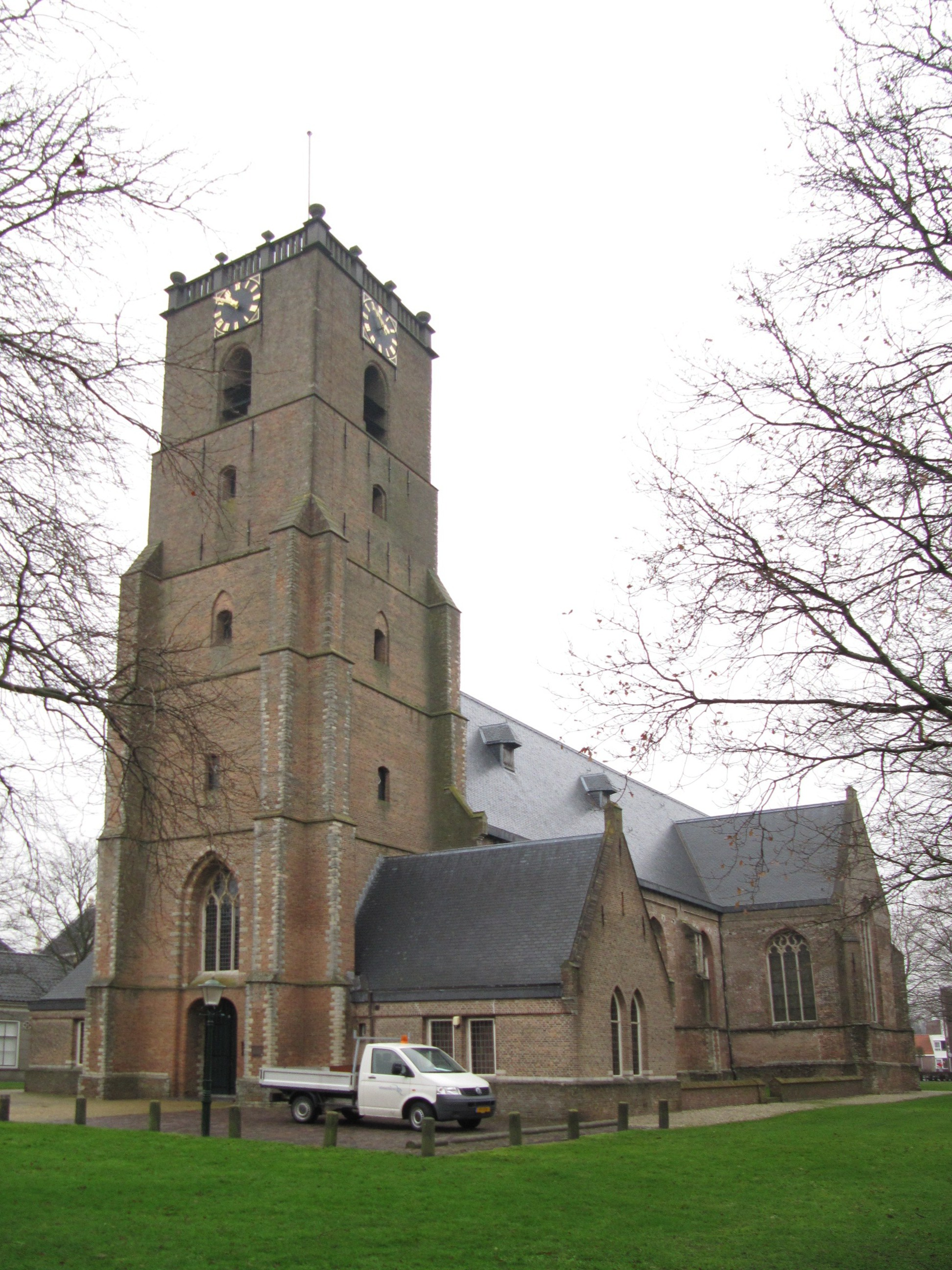
ミッデルハルニスの教会

空の高いところには、鳥が描かれている。画面前景の両側がやや暗めに描かれているために、鑑賞者の視線は、自然に中央の田舎道を奥へとたどり、描き出された風景の中に入り込み、地平線上に描かれた村落へと行き着くことになる。
銃を肩に乗せた狩人が、犬を連れてこちらに歩いてきている。狩人の頭の部分が、遠近法における消失点と一致している。これは、狩人といずれすれ違うのではないかと、鑑賞者に思わせる効果を生んでいる。
前景に描かれたポプラの木と奥のポプラの木では、高さがかなり大きく異なっているため、一段と高い塔をもつ教会のある村までは、見た目以上の距離があるように思われる。
ほとんど作品の通りに、実際の景観が現存している。地理的に正確であり、実際にホッベマが見た風景が描かれたということができる。しかしながら、ホッベマが効果を得ようとして適切に編集したのも確かなことであり、実はもともと前景には木がもう2本、道の両サイドに1本ずつ描かれていたが、2本とも塗りつぶされたことが、エックス線を使った調査によってわかっている。
ホッベマが生まれ育ったオランダという国を物語る言葉に、「世界は神が創ったが、オランダはオランダ人が作った」というものがある。国土のおよそ25パーセントが海抜ゼロメートル地帯に存在するオランダは、水を制するために戦い続けてきた。堤防を建設し、運河を整備して、干拓を繰り返しながら、国土を広げ、保全してきた。
ホッベマが描き出す風景は、オランダ人自らが排水して、入手した土地、すなわち干拓地のものである。木々は人の手によって植えられ、道はまっすぐに延びており、整然とした区画が隣り合って続いている。自分たちがつくり上げた土地、そして国家への抑えきれない誇りの念が、本作には込められている。

## 解釈
美術史家の小林頼子は、「ポプラの語源がラテン語の人民 populus だというから、ホッベマが、ニレでもシナノキでもなく、ポプラの並木のある風景を絵の主題に選んだのは、偶然かもしれないが、まさに理にかなっていたと言えよう」と述べている。